# Orden de la Corona de Rumania
La Orden de la Corona de Rumania es una orden de caballería instituida  el 14 de marzo de 1881 por el rey Carol I de Rumania para conmemorar la fundación del Reino de Rumania. Fue entregada como una orden de estado hasta el fin de la monarquía rumana en 1947. Fue reinstaurada el 30 de diciembre de 2011 como orden dinástica.

## Clases
La orden tenía cinco clases, la mayoría de ellas con números limitados:
- Gran Cruz (limitado a 25)
- Gran Oficial (limitado a 80)
- Comandante (limitado a 150)
- Oficial (limitado a 300)
- Caballero (sin límite)[5]

## Insignia

### Decoración

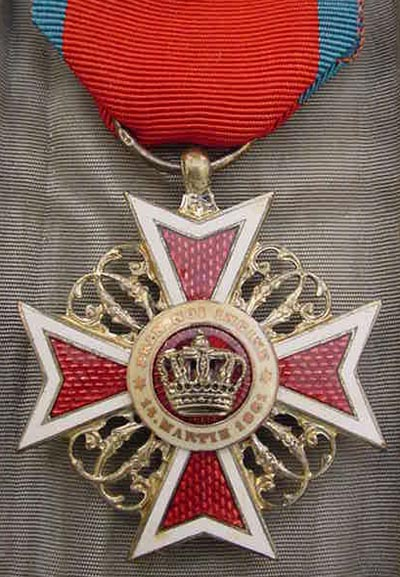
Cruz de Caballero (versión utilizada antes de 1932).

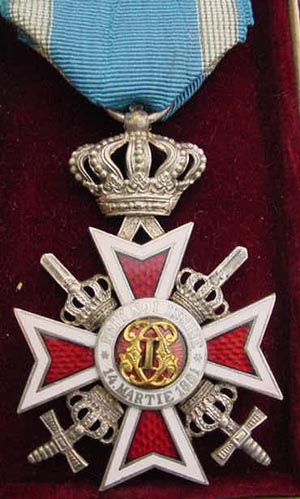
Cruz de Caballero con espadas (versión utilizada después de 1932).

El carácter religioso del modelo de 1881 es una cruz de Malta de ocho puntas, esmaltada en rojo, con un margen más amplio de oro y blanco. En los ángulos de la cruz estaban las "C", las iniciales del fundador. El medallón en el centro de la cruz muestra una corona real sobre un fondo rojo oscuro. El medallón está rodeado por un borde blanco rodeado por la inscripción PRIN NOI INSINE (por nosotros mismos) y por la fecha de la fundación del 14 de marzo de 1881. En la parte posterior del medallón está el día del estatuto y los años 1866 (referéndum), 1877 (completa independencia rumana), 1881 (proclamación de Carol como rey de Rumania).

### Otros
La cinta de la Orden es azul claro con dos franjas plateadas. Los miembros Grandes Cruces llevaban la decoración en una banda desde el hombro derecho hasta la cintura izquierda, los Grandes Oficiales y los Comandantes alrededor del cuello y los Caballeros y Oficiales en el pecho izquierdo. Para las dos clases más altas de la orden, una estrella de plata de ocho puntas también se usó en el pecho izquierdo, los miembros de la Gran Cruz la llevaron como una insignia de la orden y los Grandes Oficiales como un medallón, rodeados por 4 coronas reales desde 1932.

## Premiados con la orden

### Grandes Cruces
- Ibrahim de Johor – 1920
- Lorenzo de Austria-Este
- Princesa Muna al-Hussein
- Dhimitër Beratti (gran oficial)
- Jean-Baptiste Billot
- Arved Crüger
- Joseph Dietrich
- John Dill[6]
- Max von Fabeck
- Josef Harpe
- William Horwood
- August Kanitz
- Gheorghe Manoliu[7]
- Živojin Mišić
- Hendrik Pieter Nicolaas Muller
- Mihailo Petrović
- Radomir Putnik
- Teniente cor. Constantin C. Roșescu, participante en la Operación Autónomo
- Nicholas Medforth-Mills
- Lech Wałęsa, 2º Presidente de Polonia[8]
- George Julian Zolnay[9]

### Comandantes
- Erich Abraham[10]
- Arthur Irving Andrews (1878-1967), profesor universitario estadounidense.[11][12][13][14] Entregado c. 1929 por "escritos históricos sobre sujetos rumanos".[15][16]
- Henry Bond (1873-1919), oficial británico
- Kurt Lottner